# Peperomia paradoxa
Peperomia paradoxa es una especie de planta con flor de la familia Piperaceae, endémica de Ecuador.